# Ferdinand (Indiana)
Ferdinand es un pueblo ubicado en el condado de Dubois en el estado estadounidense de Indiana. En el Censo de 2010 tenía una población de 2157 habitantes y una densidad poblacional de 360,69 personas por km².

## Geografía
Ferdinand se encuentra ubicado en las coordenadas 38°13′35″N 86°51′46″O / 38.22639, -86.86278. Según la Oficina del Censo de los Estados Unidos, Ferdinand tiene una superficie total de 5.98 km², de la cual 5.88 km² corresponden a tierra firme y (1.65%) 0.1 km² es agua.

## Demografía
Según el censo de 2010, había 2157 personas residiendo en Ferdinand. La densidad de población era de 360,69 hab./km². De los 2157 habitantes, Ferdinand estaba compuesto por el 98.19% blancos, el 0.14% eran afroamericanos, el 0.05% eran amerindios, el 0.23% eran asiáticos, el 0% eran isleños del Pacífico, el 0.42% eran de otras razas y el 0.97% pertenecían a dos o más razas. Del total de la población el 1.58% eran hispanos o latinos de cualquier raza.